# Hainina
Hainina (лат.) — род вымерших млекопитающих из семейства Kogaionidae подотряда Cimolodonta отряда многобугорчатых. Ископаемые остатки известны из верхнего мела и палеоцена (70,6—56,0 млн лет) на территории Европы (Румыния, Бельгия, Франция и Испания). Это были небольшие древесные растительноядные или всеядные животные. Многобугорчатые с четырьмя верхними премолярами (P2-P5), имеющими по два корня каждый. P4 с одним-тремя губными бугорками. P5 с губным гребнем, высота которого уменьшается кзади, и заднеязычным цингулюмом. M1 с хорошо развитым заднеязычным гребнем, обычно достигающим переднего края зуба. Верхние и нижние моляры с менее чем восемью бугорками в ряду. P4 примерно в два раза длиннее P4
.

## Классификация
На январь 2025 род включает 2 вида:
- †Hainina belgica Vianey-Liaud, 1979
- †Hainina godfriauxi Vianey-Liaud, 1979
- †Hainina pyrenaica Peláez-Campomanes et al., 2000
- †Hainina vianeyae Peláez-Campomanes et al., 2000